# Ghostlore

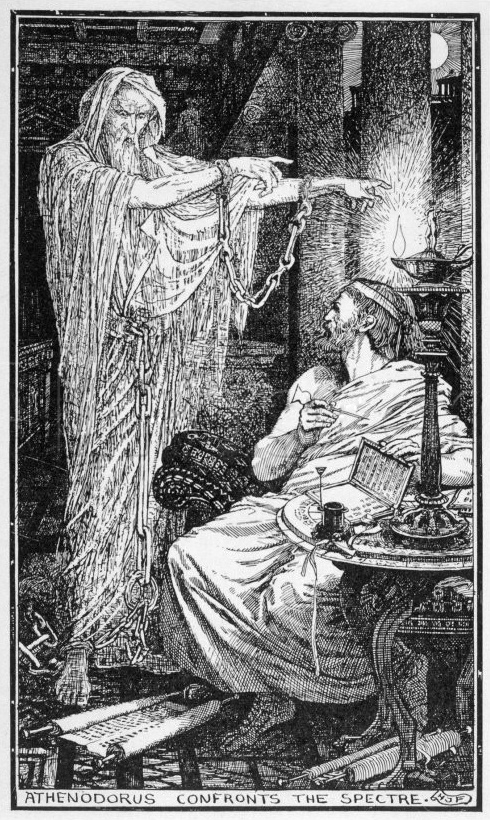
Athénodore dans une maison hantée

Le ghostlore ou ghost-lore est un genre de folklore concernant les fantômes. Le ghostlore est présent tout au long de l'histoire, y compris dans des contextes contemporains. Par exemple, le folkloriste américain Louis C. Jones fait l'observation suivante en 1944 :
« Le ghostlore est toujours aussi répandu et populaire. Bien que la plupart des actions que l'on pense être communes aux fantômes (cliquetis de chaînes, hantises de cimetières, etc.) puissent être trouvées, elles ne sont en aucun cas aussi répandues dans le ghostlore populaire que ce à quoi nous avons été amenés à nous attendre. Le fantôme qui ressemble beaucoup aux vivants est bien plus courant que tout autre... On pourrait s'attendre à ce qu'un âge rationnel de la science détruise la croyance en la capacité des morts à revenir. Je pense que cela fonctionne dans l'autre sens : dans une ère de miracles scientifiques, tout semble possible. »
L'architecture de nombreux bâtiments anciens sur les campus universitaires ressemble à celle des bâtiments décrits dans les histoires de fantômes et les romans gothiques du XIXe siècle. Ces bâtiments deviennent souvent le cadre de légendes de fantômes. Selon le professeur Elizabeth Tucker, « en racontant des histoires de fantômes, les étudiants transforment les bâtiments de leur université en lieux mystérieux et magiques... ». Les histoires servent à « initier les étudiants entrants à une nouvelle communauté ».